# Намуа
Намуа (англ. Namua или самоан. Namu'a) — небольшой необитаемый остров, расположённый у восточного побережья острова Уполу, в архипелаге Алеипата, в районе Атуа, Самоа. От Намуа до столицы страны Апии 40 км. Площадь острова составляет 95,326 км², вся поверхность острова холмистая.
Остров находится в 0,7 км (10 минутах езды на лодке) от острова Уполу. На самом острове есть несколько смотровых площадок. Прогулка по острову может занять около одного часа.